# Вудс, Спенсер
Спенсер Вудс (англ. Spencer Woods; 27 июня 1998, Шангнак, Аляска, США) — американский борец греко-римского стиля, победитель Панамериканского чемпионата.

## Карьера
В мае 2023 года в Буэнос-Айресе на Панамериканском чемпионате, проведя три схватки в группе одержав во всех победы, стал победителем. В сентябре 2023 года в Белграде на чемпионате мира в 1/16 финала уступил Станиславу Шафаренко из Белоруссии, заняв итоговое 18 место. 28 февраля 2024 года на Панамериканском квалификационном олимпийском турнире, проходившем в Акапулько, он завоевал лицензию для США на летние Олимпийские игры 2024 года, которые пройдут в Париже.

## Личная жизнь
Учился в средней школы Коцебу, в Мэрилендском университете в Колледж-Парке, служит в армии США.

## Достижения
- Панамериканский чемпионат по борьбе 2023 — ;